# Gosipina dybasi
Gosipina dybasi är en mångfotingart som beskrevs av Chamberlin R. 1944. Gosipina dybasi ingår i släktet Gosipina och familjen storjordkrypare. Inga underarter finns listade i Catalogue of Life.